# Maria Constantinescu
Pour les articles homonymes, voir Constantinescu.
Maria Constantinescu, née le 5 juillet 1956, est une ancienne rameuse roumaine. Elle est médaillée de bronze aux Jeux de 1980.

## Carrière
Maria Constantinescu est médaillée de bronze en huit aux Jeux de 1980.

## Palmarès

### Jeux olympiques
- Jeux olympiques d'été de 1980 à Moscou ( Union soviétique) :
  -  médaille de bronze en huit